# Distretto di Pacanga
Il distretto di Pacanga è uno dei tre  distretti della provincia di Chepén, in Perù. Si trova nella regione di La Libertad e si estende su una superficie di 583,93  chilometri quadrati.